# AAA-Saison 1938
Die AAA-Saison 1938 war die 21. Meisterschaftssaison im US-amerikanischen Formelsport. Sie begann am 30. Mai mit dem Indianapolis 500 und endete am 10. Oktober in Syracuse. Dies waren auch die einzigen beiden Rennen, die zur Meisterschaft zählten. Floyd Roberts sicherte sich den Titel.

## Rennergebnisse
| Nr. | Datum       | Veranstaltung (Rennstrecke)                                          | Meilen | Sieger        | Siegerteam       |
| --- | ----------- | -------------------------------------------------------------------- | ------ | ------------- | ---------------- |
| 1   | 30. Mai     | International 500 Mile Sweepstakes (Indianapolis Motor Speedway) (O) | 500    | Floyd Roberts | Wetteroth-Miller |
| 2   | 10. Oktober | Syracuse 100 (New York State Fairgrounds) (UO)                       | 100    | Jimmy Snyder  | unbekannt        |

- Erklärung: O: Oval, UO: unbefestigtes Oval

## Fahrer-Meisterschaft (Top 10)
| 1. | Floyd Roberts | 1000 |
| 2. | Wilbur Shaw   | 825  |
| 3. | Chet Miller   | 675  |
| 4. | Ted Horn      | 660  |
| 5. | Chet Gardner  | 450  |

| 6.  | Billy Devore  | 310 |
| 7.  | Duke Nalon    | 260 |
| 8.  | Joel Thorne   | 225 |
| 9.  | Herb Ardinger | 213 |
| 10. | Jimmy Snyder  | 200 |